# La Gohannière
La Gohannière is een plaats en voormalige gemeente in het Franse departement Manche (regio Normandië) en telt 97 inwoners (2004). De plaats maakt deel uit van het arrondissement Avranches. La Gohannière is op 1 januari 2019 gefuseerd met de gemeente Tirepied tot de gemeente Tirepied-sur-Sée. 

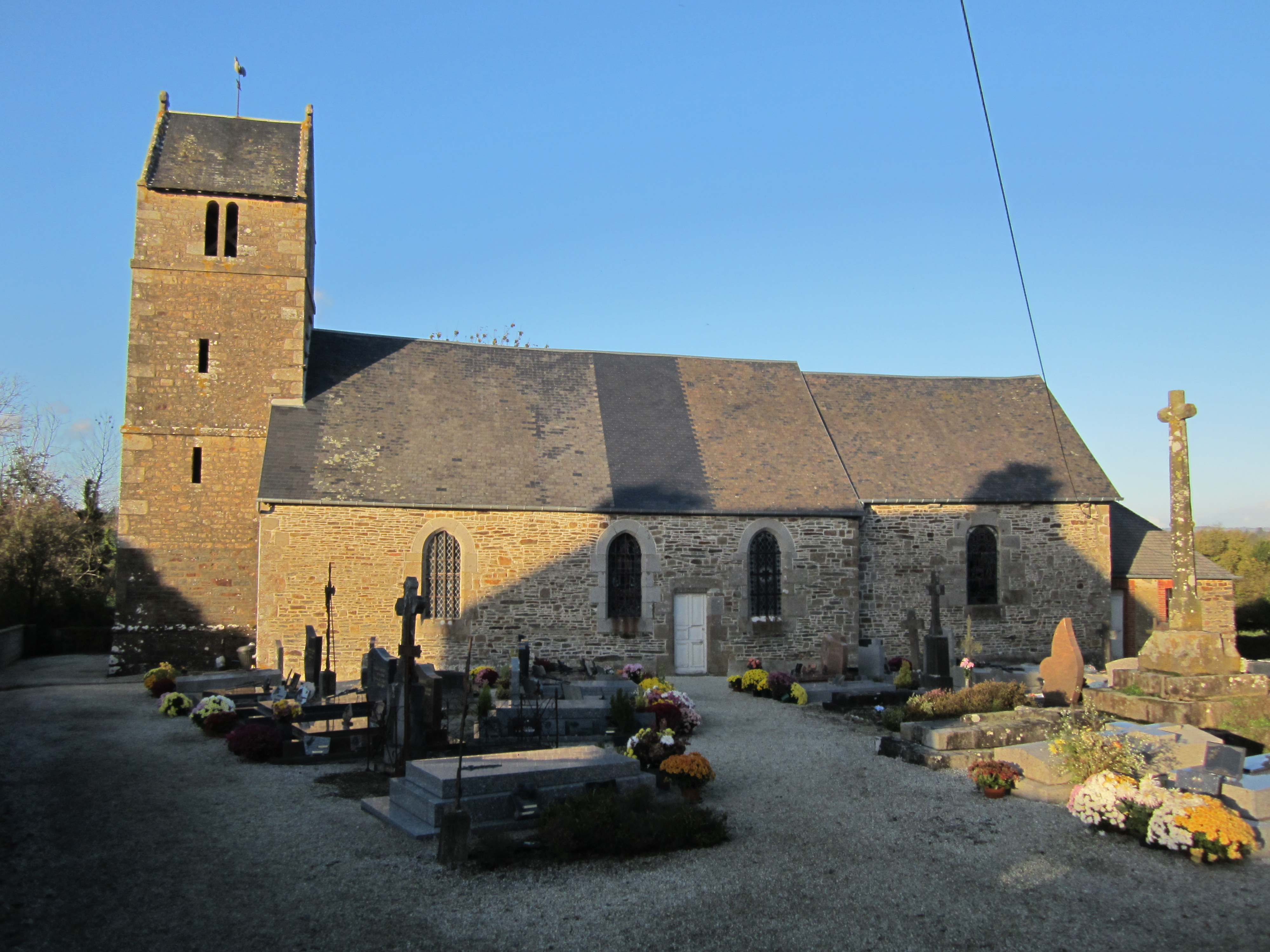
kerk van St. Martin
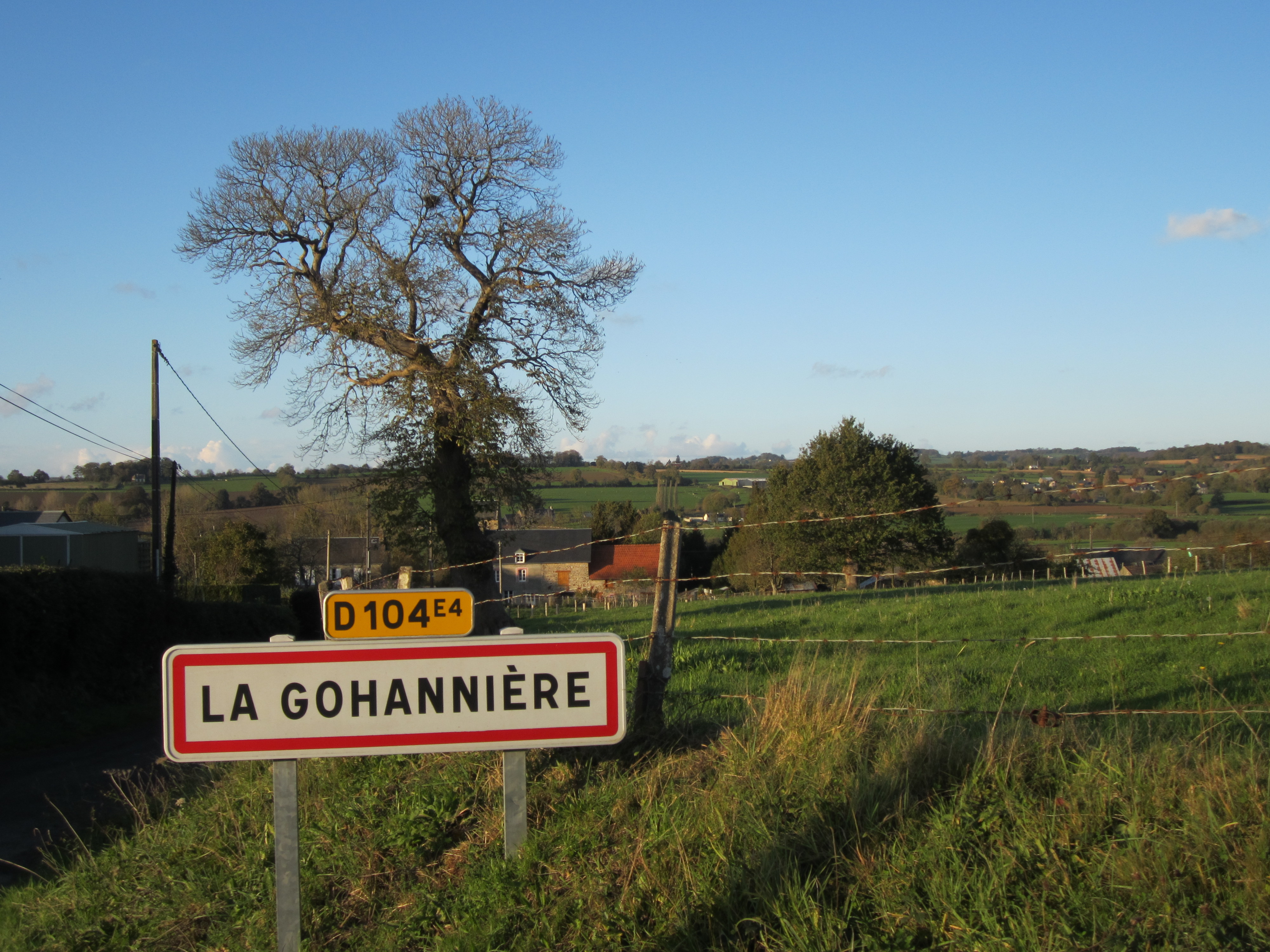
La Gohannière

## Geografie
De oppervlakte van La Gohannière bedraagt 3,7 km², de bevolkingsdichtheid is 26,2 inwoners per km².
De onderstaande kaart toont de ligging van La Gohannière met de belangrijkste infrastructuur en aangrenzende gemeenten.

## Demografie
Onderstaande figuur toont het verloop van het inwonertal (bron: INSEE-tellingen).